# 雅克·居伊·拉丰唐
雅克·居伊·拉丰唐（法語：Jack Guy Lafontant；1961年4月4日—），是一名海地政治家，2017年3月起擔任海地總理。
拉豐唐修讀醫學，專業是胃肠学和內科學，並成為大學教授，也是海地醫學協會及美國消化內科學會的會員。
2017年2月22日，他被任命為總理，及後於3月13日組成內閣。3月16日他的內閣通過了海地參議院的信任投票，亦於3月21日以以95票贊成、6票反對、2票棄權通過海地眾議院的信任投票，之後立刻就任總理。
總理職務是拉豐唐政治生涯的開端，他由於調高油價政策失敗於7月14日宣佈辭職。